# Tooting (circonscription britannique)
Circonscription parlementaire de la Chambre des communes
La circonscription de Tooting est une circonscription parlemenatire britannique. Située dans le Grand Londres, dans le sud-est du borough de Wandsworth, elle couvre les quartiers de Bedford, Earlsfield, Furzedown, Graveney, Nightingale, Tooting et Wandsworth Common.
Elle est créée en 1974 à partir des circonscriptions de Battersea South, Wandsworth Central et Streatham. Depuis, elle a toujours été représentée à la Chambre des communes par un membre du Parti travailliste.

## Membres du Parlement
| Élection | Élection                | Membre            | Membre | Parti        |
| -------- | ----------------------- | ----------------- | ------ | ------------ |
|          | 1974                    | Tom Cox           |        | Travailliste |
|          | 2005                    | Sadiq Khan        |        | Travailliste |
|          | Élection partielle 2016 | Rosena Allin-Khan |        | Travailliste |

## Élections

### Élections dans les années 2020
| Parti              | Parti                | Candidat             | Voix   | %    | ±    |
| ------------------ | -------------------- | -------------------- | ------ | ---- | ---- |
|                    | Travailliste         | Rosena Allin-Khan    | 29,209 | 55,2 | 2.5  |
|                    | Conservateur         | Ethan Brooks         | 9,722  | 18,4 | 9.8  |
|                    | Green                | Nick Humberstone     | 5,672  | 10,7 | 6.7  |
|                    | Libéral Démocrate    | Judith Trounson      | 4,438  | 8,4  | 5.8  |
|                    | Reform UK            | Andrew Price         | 2,546  | 4,8  | 4.0  |
|                    | Workers Party        | Tarik Hussain        | 807    | 1,5  | New  |
|                    | Rejoin EU            | Jas Alduk            | 370    | 0,7  | New  |
|                    | Indépendant          | Davinder Jamus       | 179    | 0,3  | New  |
| Majorité           | Majorité             | Majorité             | 19,487 | 36,8 | 12.3 |
| Participation      | Participation        | Participation        | 52,943 | 69,6 | 6.4  |
| Registre électeurs | Registre électeurs   | Registre électeurs   | 76,082 |      |      |
|                    | Travailliste retenir | Travailliste retenir | Swing  | 6.2  |      |

### Élections dans les années 2010
| Parti              | Parti                | Candidat             | Voix   | %    | ±    |
| ------------------ | -------------------- | -------------------- | ------ | ---- | ---- |
|                    | Travailliste         | Rosena Allin-Khan    | 30,811 | 52,7 | -6.9 |
|                    | Conservateur         | Kerry Briscoe        | 16,504 | 28,2 | -4.8 |
|                    | Libéral Démocrate    | Olly Glover          | 8,305  | 14,2 | +8.9 |
|                    | Green                | Glyn Goodwin         | 2,314  | 4,0  | +2.5 |
|                    | Brexit               | Adam Shakir          | 462    | 0,8  | New  |
|                    | SDP                  | Roz Hubley           | 77     | 0,1  | New  |
| Majorité           | Majorité             | Majorité             | 14,307 | 24,5 | -2.0 |
| Participation      | Participation        | Participation        | 58,473 | 76,0 | +1.3 |
| Registre électeurs | Registre électeurs   | Registre électeurs   | 76,933 |      |      |
|                    | Travailliste retenir | Travailliste retenir | Swing  | -1.1 |      |

| Parti              | Parti                | Candidat             | Voix   | %     | ±     |
| ------------------ | -------------------- | -------------------- | ------ | ----- | ----- |
|                    | Travailliste         | Rosena Allin-Khan    | 34,694 | 59,6  | +12.4 |
|                    | Conservateur         | Dan Watkins          | 19,236 | 33,1  | -8.8  |
|                    | Libéral Démocrate    | Alex Glassbrook      | 3,057  | 5,3   | +1.4  |
|                    | Green                | Esther Obiri-Darko   | 845    | 1,5   | -2.6  |
|                    | UKIP                 | Ryan Coshall         | 339    | 0,6   | -2.3  |
| Majorité           | Majorité             | Majorité             | 15,458 | 26,5  | +21.2 |
| Participation      | Participation        | Participation        | 58,171 | 74,7  | +5.0  |
| Registre électeurs | Registre électeurs   | Registre électeurs   | 77,971 |       |       |
|                    | Travailliste retenir | Travailliste retenir | Swing  | +10.6 |       |

| Parti              | Parti                      | Candidat                 | Voix   | %    | ±       |
| ------------------ | -------------------------- | ------------------------ | ------ | ---- | ------- |
|                    | Travailliste               | Rosena Allin-Khan        | 17,894 | 55,9 | +8.7    |
|                    | Conservateur               | Dan Watkins              | 11,537 | 36,1 | -5.8    |
|                    | Green                      | Esther Obiri-Darko       | 830    | 2,6  | -1.5    |
|                    | Libéral Démocrate          | Alex Glassbrook          | 820    | 2,6  | -1.4    |
|                    | UKIP                       | Elizabeth Jones          | 507    | 1,6  | -1.3    |
|                    | Christian Peoples          | Des Coke                 | 164    | 0,5  | Nouveau |
|                    | Monster Raving Loony       | Alan "Howling Laud" Hope | 54     | 0,2  | Nouveau |
|                    | Démocrates anglais         | Graham Moore             | 50     | 0,2  | Nouveau |
|                    | Immigrants Political Party | Akbar Ali Malik          | 44     | 0,1  | Nouveau |
|                    | One Love                   | Ankit Love               | 32     | 0,1  | Nouveau |
|                    | Indépendant                | Zirwa Javaid             | 30     | 0,1  | Nouveau |
|                    | Indépendant                | Zia Samadani             | 23     | 0,1  | Nouveau |
|                    | Give Me Back Elmo          | Bobby Smith              | 9      | 0,0  | Nouveau |
|                    | Indépendant                | Smiley Smillie           | 5      | 0,0  | New     |
| Majorité           | Majorité                   | Majorité                 | 6,357  | 19,8 | +14.5   |
| Participation      | Participation              | Participation            | 32,048 | 42,5 | -27.2   |
| Registre électeurs | Registre électeurs         | Registre électeurs       | 74,701 |      |         |
|                    | Travailliste retenir       | Travailliste retenir     | Swing  | +7.3 |         |

| Parti              | Parti                | Candidat             | Voix   | %    | ±     |
| ------------------ | -------------------- | -------------------- | ------ | ---- | ----- |
|                    | Travailliste         | Sadiq Khan           | 25,263 | 47,2 | +3.7  |
|                    | Conservateur         | Dan Watkins          | 22,421 | 41,9 | +3.4  |
|                    | Green                | Esther Obiri-Darko   | 2,201  | 4,1  | +2.9  |
|                    | Libéral Démocrate    | Philip Ling          | 2,107  | 3,9  | −10.9 |
|                    | UKIP                 | Przemek Skwirczyński | 1,537  | 2,9  | +1.7  |
| Majorité           | Majorité             | Majorité             | 2,842  | 5,3  | +0.3  |
| Participation      | Participation        | Participation        | 53,529 | 69,7 | +1.1  |
| Registre électeurs | Registre électeurs   | Registre électeurs   | 76,782 |      |       |
|                    | Travailliste retenir | Travailliste retenir | Swing  | +0.1 |       |

| Parti              | Parti                | Candidat             | Voix   | %    | ±    |
| ------------------ | -------------------- | -------------------- | ------ | ---- | ---- |
|                    | Travailliste         | Sadiq Khan           | 22,038 | 43,5 | +0.8 |
|                    | Conservateur         | Mark Clarke          | 19,514 | 38,5 | +8.0 |
|                    | Libéral Démocrate    | Nasser Butt          | 7,509  | 14,8 | −4.8 |
|                    | UKIP                 | Strachan D. McDonald | 624    | 1,2  | +0.2 |
|                    | Green                | Roy Vickery          | 609    | 1,2  | −2.9 |
|                    | Indépendant          | Susan John-Richards  | 190    | 0,4  | New  |
|                    | Christian            | Shereen Paul         | 171    | 0,3  | New  |
| Majorité           | Majorité             | Majorité             | 2,524  | 5,0  | -7.9 |
| Participation      | Participation        | Participation        | 50,655 | 68,6 | +9.3 |
| Registre électeurs | Registre électeurs   | Registre électeurs   | 73,840 |      |      |
|                    | Travailliste retenir | Travailliste retenir | Swing  | −3.6 |      |

### Élections dans les années 2000
| Parti              | Parti                | Candidat             | Voix   | %    | ±       |
| ------------------ | -------------------- | -------------------- | ------ | ---- | ------- |
|                    | Travailliste         | Sadiq Khan           | 17,914 | 43,1 | −11.0   |
|                    | Conservateur         | James Bethell        | 12,533 | 30,2 | +3.8    |
|                    | Libéral Démocrate    | Stephanie M. Dearden | 8,110  | 19,5 | +4.6    |
|                    | Green                | Siobhan M. Vitelli   | 1,695  | 4,1  | -0.5    |
|                    | Respect              | Ali J. Zaidi         | 700    | 1,7  | Nouveau |
|                    | UKIP                 | Strachan D. McDonald | 424    | 1,0  | Nouveau |
|                    | Indépendant          | Ian K. Perkin        | 192    | 0,5  | Nouveau |
| Majorité           | Majorité             | Majorité             | 5,381  | 12,9 | −14.8   |
| Participation      | Participation        | Participation        | 41,568 | 59,0 | +4.1    |
| Registre électeurs | Registre électeurs   | Registre électeurs   | 70,510 |      |         |
|                    | Travailliste retenir | Travailliste retenir | Swing  | −7.4 |         |

| Parti              | Parti                | Candidat             | Voix   | %    | ±     |
| ------------------ | -------------------- | -------------------- | ------ | ---- | ----- |
|                    | Travailliste         | Tom Cox              | 20,332 | 54,1 | −5.6  |
|                    | Conservateur         | Alexander Nicoll     | 9,932  | 26,4 | −0.7  |
|                    | Libéral Démocrate    | Simon James          | 5,583  | 14,9 | +5.5  |
|                    | Green                | Matthew Ledbury      | 1,744  | 4,6  | +3.5  |
| Majorité           | Majorité             | Majorité             | 10,400 | 27,7 | −4.9  |
| Participation      | Participation        | Participation        | 37,591 | 54,9 | −14.4 |
| Registre électeurs | Registre électeurs   | Registre électeurs   | 68,447 |      |       |
|                    | Travailliste retenir | Travailliste retenir | Swing  | -2.5 |       |

### Élections dans les années 1990
| Parti              | Parti                | Candidat             | Voix   | %      | ±       |
| ------------------ | -------------------- | -------------------- | ------ | ------ | ------- |
|                    | Travailliste         | Tom Cox              | 27,516 | 59,7   | +11.5   |
|                    | Conservateur         | James B.B. Hutchings | 12,505 | 27,1   | −13.0   |
|                    | Libéral Démocrate    | Simon James          | 4,320  | 9,4    | +2.0    |
|                    | Référendum           | Angela M. Husband    | 829    | 1,8    | Nouveau |
|                    | Green                | John Rattray         | 527    | 1,1    | −0.3    |
|                    | Indépendant          | Peter Boddington     | 161    | 0,3    | Nouveau |
|                    | Indépendant          | Jan Koene            | 94     | 0,2    | Nouveau |
|                    | Rainbow Dream Ticket | Daniel Bailey-Bond   | 83     | 0,2    | Nouveau |
|                    | Natural Law          | Peter Miller         | 70     | 0,2    | 0.0     |
| Majorité           | Majorité             | Majorité             | 15,011 | 32,6   | +24.5   |
| Participation      | Participation        | Participation        | 46,105 | 69,4   | -5.4    |
| Registre électeurs | Registre électeurs   | Registre électeurs   | 66,536 |        |         |
|                    | Travailliste retenir | Travailliste retenir | Swing  | +12.30 |         |

| Parti              | Parti                | Candidat             | Voix   | %    | ±       |
| ------------------ | -------------------- | -------------------- | ------ | ---- | ------- |
|                    | Travailliste         | Tom Cox              | 24,601 | 48,2 | +4.0    |
|                    | Conservateur         | Martin Winter        | 20,494 | 40,1 | −1.2    |
|                    | Libéral Démocrate    | Robert J. Bunce      | 3,776  | 7,4  | −5.8    |
|                    | Libéral              | Carmel Martin        | 1,340  | 2,6  | Nouveau |
|                    | Green                | Paul J. Owens        | 694    | 1,4  | +0.1    |
|                    | Natural Law          | Farrakh Anklesalria  | 119    | 0,2  | Nouveau |
|                    | Christian Democrat   | Michael N. Whitelaw  | 64     | 0,1  | New     |
| Majorité           | Majorité             | Majorité             | 4,107  | 8,1  | +5.1    |
| Participation      | Participation        | Participation        | 51,088 | 74,8 | +3.6    |
| Registre électeurs | Registre électeurs   | Registre électeurs   | 68,306 |      |         |
|                    | Travailliste retenir | Travailliste retenir | Swing  | +2.6 |         |

### Élections dans les années 1980
| Parti              | Parti                | Candidat             | Voix   | %    | ±    |
| ------------------ | -------------------- | -------------------- | ------ | ---- | ---- |
|                    | Travailliste         | Tom Cox              | 21,457 | 44,2 | +1.5 |
|                    | Conservateur         | Martin Winter        | 20,016 | 41,3 | +4.3 |
|                    | Social Démocratique  | Jeremy Ambache       | 6,423  | 13,2 | −4.9 |
|                    | Green                | Monica Vickery       | 621    | 1,3  | +0.8 |
| Majorité           | Majorité             | Majorité             | 1,441  | 3,0  | -2.8 |
| Participation      | Participation        | Participation        | 48,517 | 71,2 | +3.7 |
| Registre électeurs | Registre électeurs   | Registre électeurs   | 68,116 |      |      |
|                    | Travailliste retenir | Travailliste retenir | Swing  | +2.9 |      |

| Parti              | Parti                 | Candidat             | Voix   | %    | ±    |
| ------------------ | --------------------- | -------------------- | ------ | ---- | ---- |
|                    | Travailliste          | Tom Cox              | 19,640 | 42,7 | −6.7 |
|                    | Conservateur          | Robin D.R. Harris    | 16,981 | 37,0 | −1.8 |
|                    | Social Démocratique   | Julia Neuberger      | 8,317  | 18,1 | +8.7 |
|                    | National Front        | Peter Berbridge      | 355    | 0,8  | −1.1 |
|                    | Ecologie              | Elizabeth M. Shaw    | 255    | 0,5  | New  |
|                    | Communiste            | Robert E. Lewis      | 181    | 0,4  | −0.3 |
|                    | Ethnic Minority       | H. Patel             | 146    | 0,3  | New  |
|                    | Workers Revolutionary | Corin Redgrave       | 72     | 0,2  | New  |
| Majorité           | Majorité              | Majorité             | 2,659  | 5,7  | -8.8 |
| Participation      | Participation         | Participation        | 45,947 | 67,5 | −3.0 |
| Registre électeurs | Registre électeurs    | Registre électeurs   | 68,083 |      |      |
|                    | Travailliste retenir  | Travailliste retenir | Swing  | -4.2 |      |

### Élections dans les années 1970
| Parti              | Parti                | Candidat             | Voix   | %    | ±    |
| ------------------ | -------------------- | -------------------- | ------ | ---- | ---- |
|                    | Travailliste         | Tom Cox              | 18,642 | 51,9 | −2.4 |
|                    | Conservateur         | Richard Ritchie      | 13,442 | 37,4 | +6.1 |
|                    | Liberal              | Richard Fife         | 2,917  | 8,1  | −5.5 |
|                    | National Front       | Peter Berbridge      | 682    | 1,9  | New  |
|                    | Communiste           | Robert Lewis         | 233    | 0,7  | −0.1 |
| Majorité           | Majorité             | Majorité             | 5,200  | 14,5 | -8.5 |
| Participation      | Participation        | Participation        | 35,916 | 70,5 | +7.1 |
| Registre électeurs | Registre électeurs   | Registre électeurs   | 50,962 |      |      |
|                    | Travailliste retenir | Travailliste retenir | Swing  | +4.2 |      |

| Parti              | Parti                | Candidat             | Voix   | %    | ±    |
| ------------------ | -------------------- | -------------------- | ------ | ---- | ---- |
|                    | Travailliste         | Tom Cox              | 18,530 | 54,3 | +6.0 |
|                    | Conservateur         | A.C. Elliot          | 10,675 | 31,3 | −1.3 |
|                    | Liberal              | R.F.J. Heron         | 4,644  | 13,6 | −4.7 |
|                    | Communiste           | Robert E. Lewis      | 268    | 0,8  | −0.1 |
| Majorité           | Majorité             | Majorité             | 7,855  | 23,0 | +7.3 |
| Participation      | Participation        | Participation        | 34,117 | 63,4 | −9.4 |
| Registre électeurs | Registre électeurs   | Registre électeurs   | 53,793 |      |      |
|                    | Travailliste retenir | Travailliste retenir | Swing  | +3.6 |      |

| Parti              | Parti                                  | Candidat           | Voix   | %    | ± |
| ------------------ | -------------------------------------- | ------------------ | ------ | ---- | - |
|                    | Travailliste                           | Tom Cox            | 18,795 | 48,3 | ' |
|                    | Conservateur                           | A.C. Elliot        | 12,687 | 32,6 |   |
|                    | Liberal                                | R.F.J. Heron       | 7,108  | 18,3 |   |
|                    | Communiste                             | Robert E. Lewis    | 337    | 0,9  |   |
| Majorité           | Majorité                               | Majorité           | 6,108  | 15,7 |   |
| Participation      | Participation                          | Participation      | 38,927 | 72,8 |   |
| Registre électeurs | Registre électeurs                     | Registre électeurs | 53,443 |      |   |
|                    | Travailliste vainqueur (nouveau siège) |                    |        |      |   |